# Leucochimona anophthalma
Leucochimona anophthalma is een vlindersoort uit de familie van de prachtvlinders (Riodinidae), onderfamilie Riodininae.
Leucochimona anophthalma werd in 1865 beschreven door C. & R. Felder.